# Saint-Vite
Saint-Vite è un comune francese di 1 240 abitanti situato nel dipartimento del Lot e Garonna nella regione della Nuova Aquitania.

## Società

### Evoluzione demografica
Abitanti censiti